# François Ponge
Pour les articles homonymes, voir Ponge.
Ne doit pas être confondu avec Francis Ponge.
François Ponge, né le 15 janvier 1948 à Marseille, est un diplomate français.

## Biographie

### Formation
François Ponge est diplômé d’études supérieures en droit public, et ancien élève de l’ENA (promotion Droits-de-l'Homme, 1979-1981).

### Carrière
Il commence sa carrière diplomatique en 1972 : il est alors nommé troisième secrétaire d'ambassade à Nouakchott en Mauritanie. Il le reste jusqu'en 1974. Il est ensuite :
- membre de la Direction de l'Amérique du ministère des Affaires étrangères de 1975 à 1977 ;
- secrétaire général de la préfecture de Haute-Corse de 1981 à 1983 ;
- sous-préfet de l'arrondissement de Fougères de 1983 à 1986 ;
- premier secrétaire d'ambassade à Pékin en Chine de 1986 à 1988 ;
- secrétaire général pour les Affaires économiques et régionales à la préfecture de la Guadeloupe de 1988 à 1992 ;
- membre de la direction des Français à l'Étranger et des étrangers en France au ministère des Affaires étrangères de 1992 à 1993 ;
- consul général de France à Annaba puis à Alger en Algérie de 1993 à 1997 ;
- consul général à Beyrouth au Liban de 1997 à 2000 ;
- ambassadeur de France au Rwanda de 2000 à 2004, puis au Niger de 2004 à 2007[2] ;
- ambassadeur en mission, haut représentant pour la Sécurité et la prévention des conflits de 2007 à 2010 ;

Son dernier poste est celui d'ambassadeur de France au Zimbabwe de 2010 à 2013, date à laquelle il est remplacé par Laurent Delahousse. Il est alors admis à faire valoir ses droits à la retraite.

## Décorations
- Officier de la Légion d'honneur Il est promu officer le 31 décembre 2010[3]. Il a été fait chevalier le 16 novembre 2000.
- Commandeur de l'Ordre du Mérite du Niger.